# Poirot Knows the Murderer
Poirot knows the Murderer is een boek met drie korte verhalen geschreven door Agatha Christie. De bundeling werd in Londen en New York in 1946 uitgegeven door Polybooks. De bundel bevat drie verhalen: Het mysterie van de kist uit Bagdad ('The Mystery of the Bagdad Chest'), Moord aan boord (Crime in Cabin 66 later gepubliceerd als Problem at Sea) en Kerstavontuur (Christmas Adventure). 
| Engelse titel                   | Nederlandse titel                   | Nederlandse bundel   |
| ------------------------------- | ----------------------------------- | -------------------- |
| The Mystery of the Bagdad Chest | Het mysterie van de kist uit Bagdad | Zolang het licht is  |
| Crime in Cabin 66               | Moord aan boord                     | Het Regatta-mysterie |
| Christmas Adventure             | Kerstavontuur                       | Zolang het licht is  |